# Financement des syndicats de salariés en France
Le financement des syndicats de salariés en France est une question récurrente dans le syndicalisme français. Une réforme a été envisagée à de nombreuses reprises par l'ensemble des acteurs, en particulier en raison de la faiblesse des cotisations, du manque de transparence de ces financements et des soupçons que ces derniers ont fait peser sur l'indépendance des organisations jusqu'à la loi n°2008-789 du 20 août 2008 portant « réforme de la démocratie sociale et du temps de travail » qui fait désormais obligation d'établir des comptes annuels et d'en assurer la publicité. 

## Historique

### Loi Waldeck-Rousseau
Depuis 1791, les syndicats de salariés étaient interdits par la Loi Le Chapelier, au même titre que les corporations, les rassemblements ouvriers et le compagnonnage. En 1864 est votée la Loi Ollivier qui abroge la loi Le Chapelier et autorise de fait les syndicats en France.
Plus tard, le 21 mars 1884 est votée la Loi Waldeck-Rousseau, du nom du ministre de l'intérieur libéral Pierre Waldeck-Rousseau, qui aborde le financement des syndicats en France. Ce texte visant tous les groupements professionnels et non les seuls syndicats de salariés n'impose aucune obligation de publication de comptes. Cette loi est l'aboutissement d'un processus entamé sous le Second Empire avec le décret de mars 1852 qui autorise la libre constitution des sociétés de secours mutuel, la loi du 25 mai 1864 sur le droit de grève et celle du 6 juin 1868 sur l'autorisation de réunions ouvrières limitées aux « questions industrielles, agricoles et littéraires ». Pour sortir d'une longue période de clandestinité et de répression policière, la Loi Waldeck-Rousseau apportait des garanties de confidentialité sur le fonctionnement des syndicats.
L'historien Jacques Marseille rapporte qu'en juin 1936, Alfred Lambert-Ribot, délégué général de l'UIMM, rencontra grâce à Léon Blum les représentants des syndicats. De ces rencontres découla un « modèle où l'État, le patronat de la grande entreprise industrielle et le syndicalisme alors ouvrier s'entendirent pour « fluidifier » au mieux le dialogue social tout en jouant, pour la galerie, le spectacle de l'accord arraché ».
Cet état de fait a été modifié en août 2008 à la suite des critiques nombreuses, des engagements des décideurs politiques et des déclarations répétées des dirigeants syndicaux sous la pression de certains scandales comme l'affaire Denis Gautier-Sauvagnac à l'UIMM. La CFDT publiait ainsi partiellement ses comptes depuis 2000.

### Loi du 20 août 2008
La loi n°2008-789 du 20 août 2008 portant « réforme de la démocratie sociale et du temps de travail » fait désormais obligation d'établir des comptes annuels, d'en assurer la publicité et, au-delà d'un certain seuil de ressources, de les faire certifier.
Les syndicats dont les ressources annuelles sont inférieures à 2000 € peuvent ne tenir qu'un livre de comptes mentionnant les ressources et leur origine ainsi que les dépenses et leurs références. Les syndicats dont les ressources annuelles sont comprises entre 2000 € et 230 000 € doivent produire annuellement un bilan, un compte de résultat et une annexe simplifiée. Au-delà de 230 000 € de ressources annuelles, les syndicats doivent produire un bilan, un compte de résultat et une annexe selon les modalités fixées par l'autorité des normes comptables, en outre ces comptes doivent être certifiés par un commissaire aux comptes.
La loi oblige également à une publicité des comptes. En dessous du seuil de ressources de 230 000 €, les syndicats doivent publier leurs comptes dans les trois mois qui suivent leur approbation statutaire sur leur site Internet ou à défaut auprès de la DREETS. Au-delà du seuil de ressources de 230 000 €, les comptes sont publiés sur le site Internet de la Direction des Journaux officiels.
Le défaut de transparence financière entraîne la perte du caractère représentatif de l'organisation syndicale concernée.

### Loi du 5 mars 2014
Elle modifie certains aspects de la loi de 2008, notamment sur le plan du financement, en créant un fonds paritaire géré par l'Association de gestion du fonds paritaire nationale (AGFPN).

## Les ressources actuelles des syndicats
Si on s'intéresse à la situation avant 2008, malgré l'absence de comptes publiés officiellement, plusieurs enquêtes et rapports permettent d'appréhender le financement actuel des syndicats, qualifié d' « opaque et complexe » par le journal La Croix. Le rapport Hadas-Lebel parle lui de « grande opacité ».
Plus récemment, une étude de deux spécialistes des syndicats permet de nuancer les rapports précédents et parle de part des cotisations dans le financement au niveau confédéral entre 16 et 47% selon les situations et selon le mode de calcul. Elle insiste également sur la différence entre le budget au niveau confédéral et le budget "consolidé" de toutes les structures syndicales affiliées.

### Cotisations
Les cotisations des adhérents représentent une part du financement des syndicats très variable selon les confédérations. Si l'on se fie aux déclarations des organisations, cette part irait de plus de 50 % à moins de 20 %. Ce taux, considéré par tous les observateurs comme surévalué, est revu à la baisse par les confédérations depuis quelques années, à la suite des estimations avancées par les rapports officiels qui les situent plutôt autour de 30 % en moyenne (dont le rapport Hadas-Lebel). La part des cotisations dans le budget global des organisations syndicales est liée à leur nombre d'adhérents. Or, la désyndicalisation qui touche la France depuis le début des années 1980 a fait chuter le pourcentage de syndiqués sous la barre des 8 % de salariés actuellement. Le rapport Perruchot estime à 8 % le nombre de syndiqués, et à 4 % de leur budget, soit 100 à 150 millions d'euros, le montant des cotisations.
En comparaison, on estime à environ 80 % la part des cotisations dans les ressources des syndicats en Europe du Nord où le taux de syndicalisation est resté très élevé. Paradoxalement, la France est en revanche le pays d'Europe qui compte le plus grand nombre de permanents syndicaux par rapport au nombre de syndiqués ; cette disproportion a conduit certains auteurs à souligner la part d'autant plus importante des financements opaques induits par le coût de fonctionnement de ce personnel syndical.
Pour accroître la transparence des organisations syndicales en matière financière, la loi d’août 2008 sur la représentativité leur impose, au-delà d'un certain seuil de ressources, de faire certifier leurs comptes à partir de 2011.  
Depuis 1989, une partie des cotisations syndicales est déductible de l'impôt sur le revenu. Depuis 2000, la part déductible des cotisations syndicales a été portée à 66 %.
| Pays            | Taux de syndicalisation | montant des cotisations |
| --------------- | ----------------------- | ----------------------- |
| Allemagne       | 29 %                    | 1 300 M€                |
| Belgique        | 65 %                    | 400 M€                  |
| France          | 8 %                     | 190 M€                  |
| Grande-Bretagne | 29 %                    | 1 000 M€                |
| Italie          | 25/50 %                 | 1 100 M€                |
| Suède           | 83 %                    | 900 M€                  |

| Syndicat | Cotisations | Part dans le budget de la confédération |
| -------- | ----------- | --------------------------------------- |
| CGT      | 75M€        | 34 %                                    |
| FO       | 35M€        | 57 %                                    |
| CFDT     | 69M€        | 50 %                                    |
| CFTC     | 12M€        | 20 %                                    |
| CGC      | n.d.        | 40 %                                    |

La DARES donne en 2013 un taux de syndicalisation global de 11 %, réparti entre 8,7 % dans le secteur marchand et 19,8 % dans la fonction publique. Ce taux est de 24 % en Outre-Mer.
Comparant les effectifs réels des organisations syndicales et les cotisations encaissées,  Dominique Andolfatto et Dominique Labbé estiment que « toutes les cotisations qui sont encaissées ne sont pas payées par des adhérents en chair et en os ». Selon les deux politologues, les ressources déclarées comme cotisations servent également à « recycler » une partie des « aides financières très importantes » versées par les entreprises. Ces affirmations ont été concrètement étayées par l'enquête de terrain menée par les syndicalistes Jean-Luc Touly (juge prud'homal CGT au Conseil de Créteil), Christophe Mongermont (ex secrétaire national Force Ouvrière de la CGE) et le philosophe Roger Lenglet dans L'argent noir des syndicats (Fayard, mai 2008).

### Financements d'activités
Les subventions publiques étaient estimées en 2000 à « au moins 600M de francs ». Ces subventions publiques visent à financer certaines activités syndicales. Ainsi, la formation des élus prud'hommes ou la formation syndicale qui en 2000 représentait 213 millions de francs (32,47 millions d'euros). 

### Subventions
Les collectivités locales peuvent également allouer une subvention directe aux unions locales de syndicats ou mettre des locaux gracieusement à disposition, généralement il s'agit des bourses du Travail élément historique des origines du syndicalisme français. Néanmoins, de nombreux procès contre des élus locaux, au cours de la décennie 1995-2007, ont conduit à renforcer la surveillance de ces soutiens qui, dans certains cas, donnent lieu à des dérives (emplois fictifs, abus de biens sociaux...). 
Les entreprises peuvent également contribuer financièrement à l'activité syndicale. Ces subventions au titre de l'exercice du droit syndical sont souvent égalitaires entre syndicats représentatifs, elles sont parfois proportionnelles aux résultats électoraux ou en fonction de l'expression des salariés : Axa a ainsi instauré en 1990 un « bon de financement syndical » que chaque salarié peut donner au syndicat de son choix. Le groupe Casino, La Poste ou France Télécom distribuent également des subventions directes.

### Gestion du paritarisme et formation professionnelle
Des dotations financières sont versées au titre de la gestion des organismes paritaires (Sécurité sociale, Unédic). Une part, appelée préciput est également prise sur les fonds récoltés pour la Formation professionnelle (40 millions € par an, répartis à parts égales entre patronat et syndicats), cette part est un financement dédié qui doit faire l'objet d'une déclaration annuelle de l'utilisation des fonds affectés selon les objets définis à l'article R 6332-44 du Code du Travail. Plusieurs branches professionnelles ont également conclu des accords de financement du paritarisme abondés par un prélèvement auprès des entreprises du champ professionnel concerné.
Sur la trentaine de milliards du budget formation, environ 7 milliards sont gérés par les partenaires sociaux. Les syndicats ont le droit d'en récupérer 1,5 %, soit 100 millions d'euros, rémunèrent leurs permanents avec les frais de gestion, et, en assurant certaines formations, sont également payés par ce biais.

### Contribution patronale au dialogue social
Initialement appelé "contribution patronale au fonds de financement des organisations professionnelles et syndicales", cette contribution est due sur les rémunérations servant de base de calcul des cotisations de Sécurité sociale et versées à partir du 1er janvier 2015.
Son taux est fixé à 0,016 %, et elle représente environ 100 millions d'euros par an.
Elle est reversée aux cinq syndicats de salariés (CFDT, CGT, CGC, FO et CFTC) et trois syndicats d’employeurs (MEDEF, CGPME et UPA).
Cette taxe est critiquée [Par qui ?] car elle représente un financement obligatoire des syndicats, même par les non-syndiqués, ce qui porterait atteinte à la liberté d'association.

### Décharges syndicales
Le décret n° 82-447 du 28 mai 1982 a organisé l'exercice du droit syndical dans la fonction publique. Il accorde ainsi aux organisations syndicales des « décharges syndicales ». Les syndicalistes concernés ne sont plus tenus d'occuper leur poste et peuvent travailler pour leur syndicat, tout en percevant leur salaire. Les décharges sont accordées en fonction des critères de représentativité de chacune des organisations syndicales. Le nombre de décharges par agent varie selon la taille du ministère, ce taux est trois fois supérieur dans les petits ministères à celui du plus grand, le ministère de l'éducation nationale Pour la Police Nationale, 1 600 agents sont totalement déchargés, soit plus d’un policier sur 100 selon Valeurs actuelles.
Les syndicalistes peuvent également bénéficier d'« autorisations spéciales d'absence » pour participer à des congrès syndicaux, dans la limite de 10 ou 20 jours par an. En 1998, ces autorisations d'absence représentaient 103 688 journées de travail. Dans Les syndicats en France (La Documentation française, 2007) Dominique Andolfatto estime à 40 000 le nombre de personnes détachées, chiffre dans la fourchette basse selon lui. 
Des situations similaires existent également dans une moindre mesure dans les entreprises privées, le Code du Travail prévoit désormais cette mise à disposition auprès des organisations syndicales (articles L 2135-7 et L 2135-8) et assure l'accès à cette information (article L 2242-9-1).

## Le financement syndical en question
L'opacité voulue par la Loi Waldeck-Rousseau pour protéger les organisations syndicales s'est peu à peu retournée contre les organisations syndicales en laissant naître des suspicions sur des financements occultes ou illégaux. Différentes affaires illustrent cette partie occulte du financement syndical.

### Un financement patronal occulte?
Selon des observateurs de plus en plus nombreux, les financements des syndicats seraient en partie occultes. Le magazine Capital de mars 2002 y a ainsi consacré un dossier en mars 2002 tandis qu'Agnès Verdier-Molinié de l'Ifrap considère qu'il n'y a « pas plus occulte que le financement des syndicats et du patronat ». L'UIMM a été accusée en octobre 2007 d'avoir retiré des sommes s'élevant entre 18 et 20M€ en liquide de 2000 à 2006. Ces sommes auraient pu  servir, entre autres, le financement des syndicats. Yvon Gattaz, ancien patron du CNPF (ancêtre du Medef) a estimé à propos des retraits: « C'est le financement des syndicats. [..] Ce sont les entreprises qui finançaient des caisses destinées aux syndicats ». Selon ses propos tenus sur France Inter, ce mode de financement des syndicats par le patronat serait vieux comme la loi Waldeck-Rousseau. Daniel Dewavrin, ancien président de l'UIMM, a été dans le même sens que Denis Gautier-Sauvagnac à propos de l'utilisation de ces fonds pour « fluidifier les relations sociales ».
Dans le cas de l'UIMM, l'« Epim », la caisse destinée à « mettre de l'huile dans les rouages et à prévenir les grèves », aurait été créée en 1947 puis recréée en 1972 et représenterait un montant de 500 à 600 M€. Elle aurait également servi d'assurance pour couvrir les coûts des grèves subies par les entreprises cotisantes. Cette dernière est expressément autorisée par la loi Waldeck Rousseau : « Les syndicats professionnels de patrons ou d'ouvriers pourront, sans autorisation [..], constituer des caisses spéciales de secours mutuel ».
Les dirigeants syndicaux ont le plus souvent rejeté ou affirmé ignorer ces accusations de financement patronal occulte, François Chérèque déclarant ainsi que « personne n'a de preuve que les organisations syndicales sont corruptibles et achetables ».
Nicolas Perruchot a été responsable à l'Assemblée nationale d'un rapport d'enquête sur Les Mécanismes de financement des organisations syndicales d'employeurs et de salariés,. Pour la première fois de l'histoire de la Ve République, un rapport parlementaire n'est pas publié. Le 30 novembre 2011, les 3 élus PS de la commission ayant voté contre, les élus Francis Vercamer et Nicolas Perruchot ainsi que Arnaud Richard ayant voté pour, les autres élus UMP s'abstenant ou n'étant pas présents, faute de majorité le rapport est rejeté. Néanmoins le rapport est mis en ligne par Le Point en février 2012 auquel il manque les comptes-rendus d'audition et les annexes qui ne seront pas disponible avant 25 ans. Nicolas Perruchot évoque un financement de l'ordre de quatre milliards d'euros par an.

### L'affaire de laCCASd'EDF
Certains syndicats sont également accusés d'avoir eu recours à des financements occultes, notamment en utilisant les fonds de comité d'entreprise, en particulier la CGT avec le comité d'entreprise d'EDF. Au début des années 2000, cette polémique a pris un tour judiciaire, d'une part avec la révocation du Directeur Général de la CCAS, qui avait évoqué des irrégularités lourdes et des dysfonctionnements, et, d'autre part, par le dépôt d'une plainte au nom des agents. Bernard Thibault, secrétaire général de la CGT, a été entendu par la justice en juillet 2006 dans le cadre de cette affaire et une enquête judiciaire a été ouverte pour abus de confiance, escroquerie, faux et usage de faux et abus de biens sociaux.
Par ailleurs, la Cour des comptes dans son rapport présenté le 4 avril 2007 a émis un certain nombre de critiques, envers la qualité de la gestion du comité d'entreprise et son efficacité.
Après la CCAS d'EDF qui fait désormais figure de « cas d'école », d'autres comités d'entreprises sont également mis en cause pour leur gestion opaque, soupçonnée de dissimuler des flux financiers au profit de structures syndicales ou de ceux qui sont censés représenter les intérêts des salariés syndiqués.
En septembre 2014, le tribunal correctionnel de Paris a condamné la CGT en première instance.

### L'affaire UNIGRAINS
Le syndicalisme des exploitants agricoles est mis en cause dans l'usage d'une taxe parafiscale gérée par Unigrains et l'Institut technique des céréales et fourrages (ITCF) destinée à financer la FNSEA à hauteur de 16 millions d'euros. Une instruction a eu lieu à la suite d'une plainte en 2000 de l'Organisation des producteurs de grains (OPG) qui a abouti en octobre 2008 à un procès devant le Tribunal Correctionnel de Paris.
Le 5 décembre 2008, la relaxe des 8 prévenus fut prononcée, même si le tribunal reconnut l'existence de « certaines dérives dont la plus inacceptable est le financement par le produit de la taxe des besoins de la FNSEA ».